# Neggio
Neggio es una comuna suiza del cantón del Tesino, situada en el distrito de Lugano, círculo de Magliasina. Limita del norte con la comuna de Vernate, al este con Agno, al sureste con Magliaso, al suroeste y oeste con Pura, y al noroeste con Curio.